# Babœuf
Babœuf is een gemeente in het Franse departement Oise (regio Hauts-de-France) en telt 490 inwoners (2004). De plaats maakt deel uit van het arrondissement Compiègne.

## Geografie
De oppervlakte van Babœuf bedraagt 7,2 km², de bevolkingsdichtheid is 68,1 inwoners per km².
De onderstaande kaart toont de ligging van Babœuf met de belangrijkste infrastructuur en aangrenzende gemeenten.

## Demografie
Onderstaande figuur toont het verloop van het inwonertal (bron: INSEE-tellingen).